# Gunnar Högberg
Tore Gunnar Natanael Högberg, född 2 oktober 1909 i Helgums församling, Västernorrlands län, död 23 november 1986 i Harmångers församling, Gävleborgs län, var en svensk präst. 
Högberg, som var son köpman Mattias Högberg och Maria Pettersson, avlade efter studentexamen i Sundsvall 1929 teologisk-filosofisk examen 1933 samt blev teologie kandidat, avlade praktisk teologiska prov och prästvigdes för Ärkestiftet 1938. Han tjänstgjorde som  pastorsadjunkt och vice pastor i Spånga och Knutby församlingar 1938, var därefter vice kyrkoadjunkt i Faringe församling, blev vice komminister i Delsbo församling 1941, kyrkoadjunkt i Harmångers och Jättendals pastorat 1942, kyrkoherde i Harmångers församling 1952 och kontraktsprost i Nordanstigs kontrakt 1969.